# Thở bằng miệng
Thở bằng miệng là thở bằng miệng chứ không phải bằng mũi.
Trẻ sơ sinh ở người đôi khi được coi là người thở mũi bắt buộc, nhưng nói chung, người khỏe mạnh có thể thở bằng mũi, miệng hoặc cả hai. Trong thời gian nghỉ ngơi, thở bằng mũi là phổ biến đối với hầu hết các cá nhân. Hít thở qua cả mũi và miệng trong khi tập thể dục cũng là điều bình thường, một sự thích nghi hành vi để tăng lượng không khí và do đó cung cấp nhiều oxy hơn cho cơ bắp. Thở bằng miệng có thể được gọi là bất thường khi một cá nhân thở bằng miệng ngay cả khi nghỉ ngơi. Một số nguồn sử dụng thuật ngữ " thói quen thở bằng miệng" nhưng điều này không chính xác ngụ ý rằng cá nhân đó hoàn toàn có khả năng thở mũi bình thường, và thở bằng miệng không theo sở thích. Tuy nhiên, trong khoảng 85% trường hợp, thở bằng miệng thể hiện sự thích nghi không tự nguyện, tiềm thức để giảm độ mở của đường thở mũi và thở bằng miệng là một yêu cầu đơn giản để có đủ không khí. Thở bằng miệng mãn tính ở trẻ em có thể ảnh hưởng đến sự phát triển của răng và mặt. Nó cũng có thể gây viêm nướu (nướu bị viêm) và chứng hôi miệng, khô miệng, sâu răng... đặc biệt là khi thức dậy nếu thở bằng miệng xảy ra trong khi ngủ.
Thuật ngữ "người thở bằng miệng" đôi khi được sử dụng như một sự xúc phạm để ám chỉ trí thông minh thấp.

## Nguyên nhân

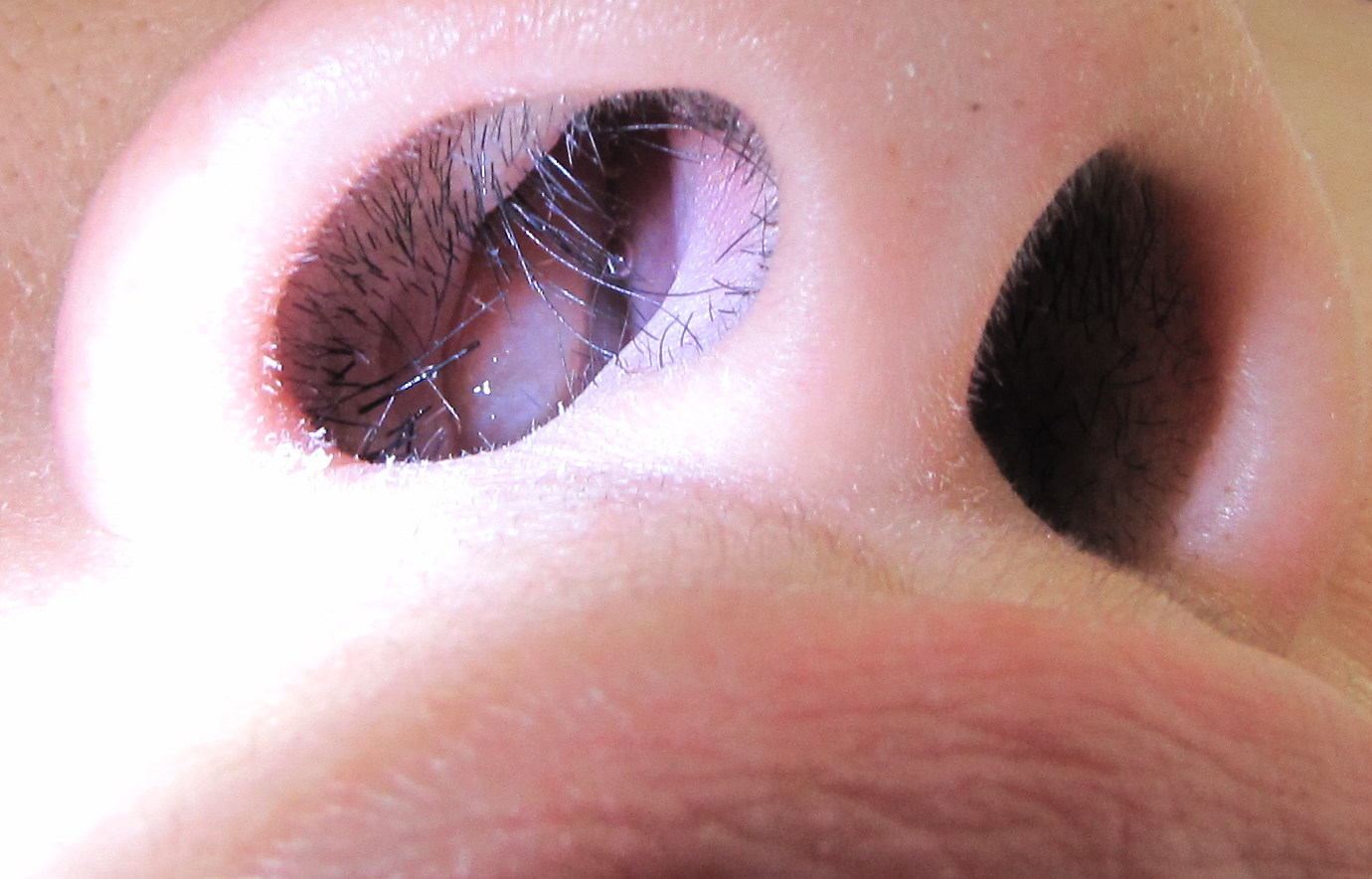
Một polyp antrochoanal, một trong những nguyên nhân có thể gây tắc nghẽn mũi và thở bằng miệng mang tính thích ứng.

Thở bằng miệng đã được phân loại theo nguyên nhân thành ba nhóm: tắc nghẽn, thói quen và giải phẫu. :281
Đường thở mũi có thể bị tổn thương một phần (khi có sự tăng sức cản đối với luồng không khí do hẹp lòng ống tại một số điểm trong đường hô hấp trên) hoặc bị tắc nghẽn hoàn toàn. Những người như vậy có thể thấy khó khăn hoặc không thể thở hoàn toàn bằng mũi. Trong khoảng 85% trường hợp, thở bằng miệng là sự thích nghi với việc tắc nghẽn mũi. Nguyên nhân cụ thể của tắc nghẽn mũi có liên quan đến thở bằng miệng bao gồm polyp vùng mũi. :350
Viêm mũi khi mang thai có thể dẫn đến tắc nghẽn đường mũi và thở bằng miệng. Điều này có xu hướng xảy ra trong ba tháng thứ ba của thai kỳ. :435
Một số cá nhân thở bằng miệng thông qua của thói quen, có lẽ do một nguyên nhân trước đây của tắc nghẽn mũi mà bây giờ đã được sửa chữa. :281
Trong các trường hợp khác, môi trên có thể ngắn và môi không gặp nhau khi nghỉ ngơi. :281